# 渡利村
渡利村（わたりむら）は福島県信夫郡にあった村。現在の福島市渡利・小倉寺にあたる。

## 地理
- 山：十万劫山
- 河川：阿武隈川

## 歴史
- 1889年（明治22年）4月1日 - 町村制の施行により、渡利村、小倉寺村の区域をもって発足。
- 1947年（昭和22年）2月11日 - 福島市に編入。同日渡利村廃止。

## 交通

### 道路
- 富岡街道（現・国道114号）
- 福島県道308号山口渡利線
- 福島県道309号岡部渡利線

### 道路元標
かつて旧道路法で各市町村に1つずつ設置するよう定められていた道路元標として、渡利村道路元標が役場前に立っていたが、長らく所在が不明となっていた。ところがその後、福島県道308号山口渡利線の道路工事を行った際に土中から発見され、現在は福島市渡利学習センターの近辺の福島県道308号山口渡利線沿いにある。